# Каллис, Дон
Дональд Ка́ллис (англ. Donald Callis, род. 13 октября 1967, Виннипег) — канадский менеджер и комментатор в рестлинге, бывший рестлер и топ-менеджер. Он работает в Impact Wrestling, где выступает в качестве экранного менеджера Кенни Омеги, эту роль он также исполняет в All Elite Wrestling (AEW). Помимо своей экранной роли, Каллис работает в AEW в качестве консультанта.
Бывший рестлер, Каллис большую часть своей карьеры выступал под именем Са́йрус (сокращение от Са́йрус Ва́йрус) или Дон Ка́ллис. Впервые он получил международную известность, выступая под псевдонимом Дже́кил в World Wrestling Federation (WWF). Работая в WWF, Каллис руководил группировкой, известной как «Комиссия правды», Джекил часто участвовал в командных матчах с Дознавателем (позже известным как Куррган), а затем руководил «Странностями» и «Аколитами», после чего был уволен в 1999 году. С 1999 по 2001 год он работал в Extreme Championship Wrestling (ECW) в качестве менеджера и комментатора, во время которого он представлялся как вымышленный «представитель сети», возглавлявший группу, известную как «Сеть». В 2003 году он стал экранным персонажем Total Nonstop Action Wrestling (TNA) и вернулся в компанию, которая теперь называется Impact Wrestling, в 2017 году, став исполнительным вице-президентом и комментатором промоушена. Во время работы в Impact Каллис также работал в New Japan Pro-Wrestling (NJPW), где он был комментатором на английском языке для NJPW World. В 2020 году, благодаря сотрудничеству Impact с AEW, Каллис начал появляться в программах AEW. В следующем, 2021 году, срок пребывания Каллиса на посту исполнительного вице-президента Impact подошел к концу, но Каллис остался в компании в качестве эфирного персонажа.

## Титулы и достижения
- Border City Wrestling
  - BCW Can-Am Tag Team Championship (1 раз) – с Терри Тейлором[2][3]
- Lutte Lanaudière
  - Lutte Lanaudière Tag Team Championship (1 раз) – с Эль Дьяблеро[3]
- West Four Wrestling Alliance/International Wrestling Alliance
  - IWA Heavyweight Champion (2 раза)[3]
  - WFWA Canadian Heavyweight Championship (5 раз)[2][3]
- Wrestling Observer Newsletter
  - Лучший не-рестлер (2023)